# 徐成位
徐成位（1544年—？），字惟得，號中菴，湖廣承天府沔陽州景陵縣人，民籍，明朝政治人物。

## 生平
隆慶元年（1567年）丁卯科湖廣鄉試第八十六名舉人。隆慶二年（1568年）聯捷戊辰科三甲第六十七名進士。初授舒城县知县，歷官徽州府知府，八年八月升山東副使，十年七月調浙江。二十一年五月復補山東巡海道副使，二十二年三月升本省參政兼僉事、徐州兵備，二十四年六月改分管淮安地方，升福建按察使。三十八年六月復除河南按察使，历四川布政使，四十二年正月升都察院右僉都御史巡撫雲南、兼建昌畢節東川地方、贊理軍務兼督川貴兵餉。

## 家族
曾祖徐讚；祖父徐浩；父徐麟，教諭。母譚母；繼母王氏。